# Huseyn Abbaszade
 (juillet 2024).
Huseyn Abbaszade (en azéri: Hüseyn Abbas oğlu Abbaszadə; né le 22 novembre 1922 et mort le 12 décembre 2007) est un poète et écrivain azéri. Écrivain du peuple de l’Azerbaïdjan (1991).

## Biographie
Huseyn Abbas oghlu Abbaszade est combattant de la Deuxième Guerre Mondiale.
En 1950 il est diplômé de l’Institut du théâtre, enseignant, travaille dans les rédactions des revues.
En 1967-1971, rédacteur en chef du journal Littérature et l’art (en azéri: Ədəbiyyat və incəsənət).
1971-1975, rédacteur en chef du revu pour enfants Colombe (Göyərçin).
1975-1991, secrétaire de l’Union des écrivains de l’Azerbaїdjan.

## Œuvre
Il publie ses poèmes dès 1941. En 1950 il commence à écrire en prose. Les sujets de ses écrits sont liés à la guerre et à la vie de ses contemporains. Son premier roman Général est consacré à l’Héros de l’Union Soviétique Hazi Aslanov.
Plusieurs oeuvres de Huseyn Abbaszade  sont traduits en russe.

## Titres et décorations
- Ordre de la Guerre Patriotique du I degrès (11.03.1985)
- Ordre du Drapeau rouge du travail (19.11.1982)
- Ordre du Drapeau rouge
- Ordre de la Gloire (Azerbaïdjan),1997[1]
- Médaille Pour les mérites de guerre et d’autres.
- Écrivain du peuple de l’Azerbaїdjan (1991)
- Artiste émérite  de la RSS d’Azerbaїdjan — 30.07.1979[2]
- Lauréat de la Prime d’État de la RSS d’Azerbaїdjan (1984)